# Richard A. Knaak
Richard A. Knaak (Chicago, Illinois, 1961. május 28. –) amerikai író, a sikeres Dragonlance-történetek, a Dragonrealm (saját szerzeménye), a hatrészes, a Blizzard Entertainment által engedélyezett Diablo-könyvek és hat Warcraft-univerzumban játszódó könyv szerzője. Ezeken kívül még írt öt nem fantasytémájú könyvet is.

## Élete
Richard A. Knaak a University of Illinois at Urbana-Champaign-n retorikát tanult és megkapta a Baccalaureátusi (Baccalaureatus) fokozatot.
Andre Norton Storm over Warlock című művének hatására kiadta első történetét 1986-ban, ami 1987-ben jelent meg. Sokan befolyásolták ebben, úgy mint Edgar Allan Poe, Robert E. Howard, Glen Cook, L. Sprague de Camp, Lawrence Watt-Evans, Harry Turtledove, Jennifer Roberson, Laurell K. Hamilton, Harry Harrison és Robert Sawyer.
Jelenleg Illinois és Arkansas között él.

## Könyvei

### Dragonlance
- 1. Huma legendája (1988), (ISBN 0-88038-548-0)
- 2. Kaz, a minotaurusz (1990), (ISBN 0-88038-910-9)
- 3. Legend of the minotaurs (1996), (ISBN 0-7869-0472-0)
- 4. A vértenger kalózai (1999), (ISBN 0-7869-1345-2)
- 5. The Citadel (2000), (ISBN 0-7869-1683-4)

### Minotaur Wars
- 1. Night of Blood (2003), (ISBN 0-7869-2938-3)
- 2. Tides of Blood (2004), (ISBN 0-7869-3251-1)
- 3. Empire of Blood (2005), (ISBN 0-7869-3733-5)

### Ogre Titans
- 1. A fekete karom (2007)
- 2. The Fire Rose (2008)
- 3. The Gargoyle King (2009)

### Dragonrealm

#### Sorozatok
- 1. Tűzokádó sárkány (1989), (ISBN 0-445-20940-2)
- 2. Ice Dragon (1989), (ISBN 0-445-20942-9)
- 3. Wolfhelm (1990), (ISBN 0-445-20966-6)
- 4. Shadow Steed (1990), (ISBN 0-445-20967-4)
- 5. The Crystal Dragon (1993), (ISBN 0-446-36432-0)
- 6. The Dragon Crown (1994), (ISBN 0-446-36464-9)
- 7. The Horse King (1997), (ISBN 0-446-60353-8)

### Eredetek
- 1. The Shroueded Realm (1991), (ISBN 0-446-36138-0)
- 2. Children of the Drake (1991), (ISBN 0-446-36153-4)
- 3. Dragon Tome (1992), (ISBN 0-446-36252-2)

### Digitális kiadások
- 1. Past Dancer (2002)
- 2. Dragon Master (2002)
- 3. Skins (2003)
- 4. A Wolf in the Fold (2003)
- 5. Storm Lord (2003)
- 6. The Still Lands (2004)
- 7. The Turning War (2012)

### Diablo

#### Diablo sorozat
- 1. A vér szava (2001), (ISBN 0-671-04155-X)
- 3. Az árnyak birodalma (2006), (ISBN 0-7434-7132-6)
- 4. Moon of the Spider (2006), (ISBN 0-7434-7132-6)

#### The Sin Wars sorozat
- 1. Birthright (2006)
- 2. Scales of the Serpent (2007)
- 3. The Veiled Prophet (2007)

### Warcraft

#### Sorozatok
- 1. Halálszárny (2001), (ISBN 0-671-04152-5)
- 2. Night of the Dragon (2008)

#### War of the Ancients
- 1. A Végtelen Forrás (2004), (ISBN 0-7434-7119-9)
- 2. Démonlélek (2004, (ISBN 0-7434-7120-2)
- 3. Meghasadt Föld (2005), (ISBN 0-7434-7121-0)

#### Sunwell trilógia
- 1. Dragon Hunt (2005), ISBN 1-59532-712-6
- 2. Jégárnyak (2006), ISBN 1-59532-713-4
- 3. Szellemföldek (2007), ISBN 1-59532-714-2

### Önálló művei
- 1. King of the Grey (1993), (ISBN 0-446-36463-0)
- 2. Frostwing (1995), (ISBN 0-446-60149-7)
- 3. The Janus Mask (1995), (ISBN 0-446-60150-0)
- 4. Dutchman (1996), (ISBN 0-446-60151-9)
- 5. Ruby Flames (1999), (ISBN 0-671-03266-6)
- 6. Stormrage (2010), (ISBN 1-4165-5087-9)
- 7. Wolfheart (2011), ISBN 1-4516-0575-7

### Dawn of the Aspects
- 1. Part 1 (Feb 2013)
- 2. Part 2 (Mar 2013)
- 3. Part 3 (Apr 2013)
- 4. Part 4 (May 2013)
- 5. Part 5 (Jun 2013)

### Age of Conan
- 1. The God in the Moon (2006), ISBN 0-441-01422-4
- 2. The Eye of Charon (2006), ISBN 0-441-01445-3
- 3. The Silent Enemy (2006), ISBN 0-441-01452-6

## Magyarul
- Tűzokádó sárkány; ford. Friedmann Károly; Zrínyi Ny., Bp., 1990 (Griff könyvek)
- Dragonlance hősök. 1. Huma legendája; ford. Szabó Mariann, Lapu Tamás; Szukits, Szeged, 1999
  - (Huma legendája címen is)
- A vértenger kalózai; ford. Horváth Norbert; s.n., s.l., 2001
- Diablo; ford. Fehér Fatime; Alexandra, Pécs, 2001–2003
  - Richard A. Knaak: 1. A vér szava; 2001
  - Mel Odom: A Gonosz ösvénye; 2002
  - Richard A. Knaak: 3. Az árnyak birodalma; 2003
- Halálszárny; nyersford. Vámos Bence, ford. Szántai Zsolt; Szukits, Szeged, 2003 (Warcraft)
- Hősök sorozat; Delta Vision, Bp., 2005–2006
  - 1. Richard A. Knaak: Huma legendája; ford. Kiss Mariann; 2. jav. kiad.; 2005 
    - (Dragonlance hősök címen is)

  - 2. Nancy Varian Berberick: Viharpenge; ford. Zarándy Beáta; 2005
  - 3. Michael Williams: Menyét szerencséje; ford. Zarándy Beáta; 2006
  - 4. Richard A. Knaak: Kaz, a minotaurusz; ford. Zarándy Beáta; 2006
  - 5. Dan Parkinson: Thorbardin kapui; ford. Zarándy Beáta; 2006
  - 6. Michael Williams: Galen, a lovag; ford. Zarándy Beáta; 2006
- Végtelen forrás. Az Ősök háborúja-trilógia 1. kötete; ford. Habony Gábor; Szukits, Szeged, 2006 (Warcraft)
- Démonlélek. Az Ősök háborúja-trilógia 2. kötete; ford. Habony Gábor; Szukits, Szeged, 2006 (Warcraft)
- Warcraft: Napkút-trilógia, 1-3.; ford. Járdán Csaba; Delta Vision, Bp., 2006–2007 [képregény]
  - 1. Sárkányvadászat; 2006
  - 2. Jégárnyak; 2007
  - 3. Szellemföldek; 2007
- Meghasadt föld. Az Ősök háborúja-trilógia 3. kötete; ford. Habony Gábor; Szukits, Szeged, 2007 (Warcraft)
- Legendák, 1-2.; többekkel; ford. Tamás Gábor; Delta Vision, Bp., 2010 (Warcraft) [képregény]
- A fekete karom. Ogre titánok első kötete; ford. Vitális Szabolcs; Delta Vision, Bp., 2012 (Dragonlance)
- Tűzrózsa. Ogre titánok második kötet; ford. Szántai Zsolt, Szántai Zita; Delta Vision, Bp., 2013 (Dragonlance)
- Halálszárny éjszakája; ford. Sándor Zoltán; Szukits, Szeged, 2023
- Peremföld sárkányai. Árnyékszárny, első kötet; rajz. Jae-Hwan Kim, ford. Oszlánszky Zsolt; Szukits, Szeged, 2023
- Sárkányerőd. Árnyékszárny, második kötet; rajz. Jae-Hwan Kim, ford. Oszlánszky Zsolt; Szukits, Szeged, 2023